# Bryophaenocladius humerosus
Bryophaenocladius humerosus är en tvåvingeart som beskrevs av Wang, Anderson och Ole Anton Saether 2005. Bryophaenocladius humerosus ingår i släktet Bryophaenocladius och familjen fjädermyggor. Inga underarter finns listade i Catalogue of Life.